# Apamea niveivenosa
Apamea niveivenosa är en fjärilsart som beskrevs av Augustus Radcliffe Grote 1879. Apamea niveivenosa ingår i släktet Apamea och familjen nattflyn, Noctuidae. En underart finns listad i Catalogue of Life, Apamea niveivenosa obscuroides Poole, 1989